# تابستونه (آلبوم)
تابستونه نام یک آلبوم ریمیکس از فرزاد فرزین، خواننده و ترانه‌سرای ایرانی است که در ۲۴ تیر ۱۳۹۶ منتشر شد. این آلبوم شامل ۶ نسخه ریمیکس از آهنگ «تابستونه» است که وی در فضای مجازی منتشر کرده. ریمیکس‌های این آلبوم را علیرضا افشار، آرتین زمانی، امیر میلاد نیکزاد، محمد شاکر و تایماز اطاعتی انجام داده‌اند تا این سبک انتشار آلبوم (انتشار یک آهنگ با چند ریمیکس مختلف در قالب یک آلبوم اینترنتی) شیوه جدیدی باشد که فرزاد فرزین برای نخستین بار آن را در بازار موسیقی کشور تجربه کرده است. سالار پیزری،تهیه کننده و طراح کاور این آلبوم بود

## فهرست ریمیکس‌ها
| نام ترانه                     | تنظیم کننده ریمیکس | ترانه سرا | آهنگساز     | مدت  |
| ----------------------------- | ------------------ | --------- | ----------- | ---- |
| تابستونه «Club Mix»           | علیرضا افشار       | علی ایلیا | فرزاد فرزین | ۴:۱۸ |
| تابستونه «Tribal House Mix»   | آرتین زمانی        | علی ایلیا | فرزاد فرزین | ۳:۵۲ |
| تابستونه «Chillout Mix»       | محمد شاکر          | علی ایلیا | فرزاد فرزین | ۳:۵۳ |
| تابستونه «Trap Mix»           | امیرمیلاد نیکزاد   | علی ایلیا | فرزاد فرزین | ۳:۵۷ |
| تابستونه «Electro Tribal Mix» | تایماز اطاعتی      | علی ایلیا | فرزاد فرزین | ۳:۵۴ |
| تابستونه «نسخه اصلی»          | فرزاد فرزین        | علی ایلیا | فرزاد فرزین | ۳:۳۵ |

## متن شعر
عطرت توی هوا دوباره نفس نفس نگاه تو نگاه
دوباره باهم
بازم ما باهمیم خاطرات جدید حرفای قدیم
دوباره باهم
تاریکه رمانتیکه صدای دریا و منو تو اینجا با ستاره ها
آتیش چشمای تو خاموش نمیشه
باز دوباره تابستونه ما دوتا دیوونه
این روزا همیشه یادمون میمونه
منو تا با هم هرجا که باشیم
همه فصلای سال تابستونه
مس خاطره ها دوباره ما دوتا باز این منظره ها
همیشه با هم
دستت تابستونه که تو همه ی سال گرمه با تو خونه
همیشه با هم
یادته خاطرات دوتاییمونو
من به بارونو پیاده رو از اون روزا تا همیشه
فقط منو تو
باز دوباره تابستونه ما دوتا دیوونه
این روزا همیشه یادمون میمونه
منو تا با هم هرجا که باشیم
همه فصلای سال تابستونه
باز دوباره تابستونه ما دوتا دیوونه
این روزا همیشه یادمون میمونه
منو تا با هم هرجا که باشیم
همه فصلای سال تابستونه